# Дискография Люка Брайана
Люк Брайан — американский кантри-певец, автор песен.
Он выпустил 7 студийных альбомов и более 30 синглов с 2007 года, наиболее известны его мультиплатиновые альбомы Crash My Party (2013) и Kill the Lights (2015), который возглавляли основной американский хит-парад Billboard 200. 28 его синглов поднялись на первое место кантри-чартов Billboard Hot Country Songs и US Country Airplay между 2010 и 2020 годами.
Он является одним из самых продаваемых музыкальных исполнителей в мире, с более чем 75 миллионами проданных альбомов и синглов.

## Студийные альбомы

### 2000-е
| Название       | Детали                                                                                     | Высшая позиция | Высшая позиция | Продажи          | Сертификации       |
| Название       | Детали                                                                                     | US Country     | US             | Продажи          | Сертификации       |
| -------------- | ------------------------------------------------------------------------------------------ | -------------- | -------------- | ---------------- | ------------------ |
| I'll Stay Me   | - Дата выхода: 14 августа 2007 - Лейбл: Capitol Nashville - Форматы: CD, цифровые загрузки | 2              | 24             | - США: 561,000   | - RIAA: золотой    |
| Doin' My Thing | - Дата выхода: 6 октября 2009 - Лейбл: Capitol Nashville - Форматы: CD, цифровые загрузки  | 2              | 6              | - США: 1,001,000 | - RIAA: платиновый |

### 2010-е
| Название               | Детали                                                                                           | Высшая позиция | Высшая позиция | Высшая позиция | Высшая позиция | Высшая позиция | Высшая позиция | Высшая позиция | Высшая позиция | Продажи          | Сертификации                                |
| Название               | Детали                                                                                           | US Country     | US             | CAN            | AUS Country    | AUS            | SWI            | UK Country     | UK             | Продажи          | Сертификации                                |
| ---------------------- | ------------------------------------------------------------------------------------------------ | -------------- | -------------- | -------------- | -------------- | -------------- | -------------- | -------------- | -------------- | ---------------- | ------------------------------------------- |
| Tailgates & Tanlines   | - Дата выхода: 9 августа 2011 - Лейбл: Capitol Nashville - Форматы: CD, цифровые загрузки        | 1              | 2              | 6              | 11             | 64             | —              | 7              | —              | - США: 2,570,700 | - MC: платиновый                            |
| Crash My Party         | - Дата выхода: 13 августа 2013 - Лейбл: Capitol Nashville - Форматы: CD, цифровые загрузки       | 1              | 1              | 1              | 4              | 19             | —              | 9              | —              | - США: 2,653,000 | - RIAA: 4 × платиновый - MC: 2 × платиновый |
| Kill the Lights        | - Дата выхода: 7 августа 2015 - Лейбл: Capitol Nashville - Форматы: CD, цифровые загрузки        | 1              | 1              | 1              | 1              | 4              | 100            | 2              | 47             | - США: 1,195,100 | - RIAA: 2 × платиновый - MC: золотой        |
| What Makes You Country | - Дата выхода: 8 декабря 2017 - Лейбл: Capitol Nashville - Форматы: CD, винил, цифровые загрузки | 1              | 1              | 5              | 1              | 6              | 68             | 2              | —              | - США: 363,700   | - RIAA: золотой                             |
| «—» неучастие в чарте  |                                                                                                  |                |                |                |                |                |                |                |                |                  |                                             |

### 2020-е
| Название                     | Детали | Высшая позиция | Высшая позиция | Высшая позиция | Высшая позиция | Высшая позиция | Высшая позиция | Продажи        | Сертификации    |
| Название                     | Детали | US Country     | US             | AUS            | CAN            | SWI            | UK Country     | Продажи        | Сертификации    |
| ---------------------------- | --- | -------------- | -------------- | -------------- | -------------- | -------------- | -------------- | -------------- | --------------- |
| Born Here Live Here Die Here | - Дата выхода: 7 августа 2020 - Лейбл: Capitol Nashville / Row Crop - Форматы: CD, винил, цифровые загрузки, стриминг | 1              | 5              | 2              | 5              | 14             | 3              | - США: 200,000 | - RIAA: золотой |

## Синглы

### 2000-е
| Год                   | Сингл                | Высшая позиция | Высшая позиция | Высшая позиция | Высшая позиция | Сертификации           | Продажи          | Альбом         |
| Год                   | Сингл                | US Hot Country | US             | CAN Country    | CAN            | Сертификации           | Продажи          | Альбом         |
| --------------------- | -------------------- | -------------- | -------------- | -------------- | -------------- | ---------------------- | ---------------- | -------------- |
| 2007                  | «All My Friends Say» | 5              | 59             | 21             | —              | - RIAA: платиновый     | - США: 500,000   | I’ll Stay Me   |
| 2007                  | «We Rode in Trucks»  | 33             | —              | —              | —              | - RIAA: золотой        |                  | I’ll Stay Me   |
| 2008                  | «Country Man»        | 10             | 74             | 28             | —              |                        |                  | I’ll Stay Me   |
| 2009                  | «Do I»               | 2              | 34             | 4              | 66             | - RIAA: 3 × платиновый | - США: 1,755,000 | Doin' My Thing |
| «—» неучастие в чарте |                      |                |                |                |                |                        |                  |                |

### 2010-е
| Год  | Сингл                                              | Высшая позиция | Высшая позиция     | Высшая позиция | Высшая позиция | Высшая позиция | Высшая позиция | Сертификации                              | Продажи          | Альбом                       |
| Год  | Сингл                                              | US Hot Country | US Country Airplay | US             | AUS            | CAN Country    | CAN            | Сертификации                              | Продажи          | Альбом                       |
| ---- | -------------------------------------------------- | -------------- | ------------------ | -------------- | -------------- | -------------- | -------------- | ----------------------------------------- | ---------------- | ---------------------------- |
| 2010 | «Rain Is a Good Thing»                             | 1              | 1                  | 37             | —              | 3              | 57             | - RIAA: Платиновый - MC: Золотой          | - США: 1,000,000 | Doin' My Thing               |
| 2010 | «Someone Else Calling You Baby»                    | 1              | 1                  | 56             | —              | 4              | 84             | - RIAA: Платиновый                        | - США: 1,000,000 | Doin' My Thing               |
| 2011 | «Country Girl (Shake It for Me)»                   | 4              | 4                  | 22             | —              | 10             | 50             | - RIAA: 6× Платиновый - MC: 2× Платиновый | - США: 3,660,000 | Tailgates & Tanlines         |
| 2011 | «I Don’t Want This Night to End»                   | 1              | 1                  | 22             | —              | 1              | 48             | - RIAA: 5× Платиновый - MC: Платиновый    | - США: 2,730,000 | Tailgates & Tanlines         |
| 2012 | «Drunk on You»                                     | 1              | 1                  | 16             | —              | 1              | 28             | - RIAA: 5× Платиновый - MC: 2× Платиновый | - США: 3,040,000 | Tailgates & Tanlines         |
| 2012 | «Kiss Tomorrow Goodbye»                            | 3              | 1                  | 29             | —              | 1              | 46             | - RIAA: 2x Платиновый - MC: Золотой       | - США: 500,000   | Tailgates & Tanlines         |
| 2013 | «Crash My Party»                                   | 2              | 1                  | 18             | —              | 1              | 18             | - RIAA: 4× Платиновый - MC: Платиновый    | - США: 1,593,000 | Crash My Party               |
| 2013 | «That’s My Kind of Night»                          | 1              | 2                  | 15             | —              | 2              | 19             | - RIAA: 5× Платиновый - MC: Платиновый    | - США: 2,492,000 | Crash My Party               |
| 2013 | «Drink a Beer»                                     | 1              | 1                  | 31             | —              | 1              | 34             | - RIAA: 3× Платиновый - MC: Золотой       | - США: 1,447,000 | Crash My Party               |
| 2014 | «Play It Again»                                    | 1              | 1                  | 14             | —              | 1              | 20             | - RIAA: 6× Платиновый - MC: Золотой       | - США: 2,493,000 | Crash My Party               |
| 2014 | «Roller Coaster»                                   | 5              | 1                  | 43             | —              | 1              | 56             | - RIAA: 2x Платиновый                     | - США: 583,000   | Crash My Party               |
| 2014 | «I See You»                                        | 1              | 1                  | 41             | —              | 1              | 51             | - RIAA: Платиновый                        | - США: 581,000   | Crash My Party               |
| 2015 | «Kick the Dust Up»                                 | 1              | 1                  | 26             | 98             | 1              | 15             | - RIAA: 3× Платиновый                     | - США: 1,090,000 | Kill the Lights              |
| 2015 | «Strip It Down»                                    | 1              | 1                  | 30             | —              | 1              | 48             | - RIAA: 2× Платиновый - MC: Золотой       | - США: 779,000   | Kill the Lights              |
| 2015 | «Home Alone Tonight» (при участии Karen Fairchild) | 3              | 1                  | 38             | —              | 1              | 55             | - RIAA: Платиновый - MC: Золотой          | - США: 441,000   | Kill the Lights              |
| 2016 | «Huntin', Fishin' and Lovin' Every Day»            | 2              | 1                  | 37             | —              | 1              | 51             | - RIAA: 2× Платиновый - MC: Платиновый    | - США: 504,000   | Kill the Lights              |
| 2016 | «Move»                                             | 5              | 1                  | 50             | —              | 1              | 82             | - RIAA: Платиновый - MC: Золотой          | - США: 254,000   | Kill the Lights              |
| 2016 | «Fast»                                             | 5              | 1                  | 58             | —              | 1              | 91             | - RIAA: Золотой                           | - США: 172,000   | Kill the Lights              |
| 2017 | «Light It Up»                                      | 4              | 1                  | 57             | —              | 3              | 96             | - RIAA: Платиновый - MC: Платиновый       | - США: 164,000   | What Makes You Country       |
| 2018 | «Most People Are Good»                             | 4              | 1                  | 43             | —              | 1              | 70             | - RIAA: Платиновый - MC: Платиновый       | - США: 309,000   | What Makes You Country       |
| 2018 | «Sunrise, Sunburn, Sunset»                         | 4              | 1                  | 35             | —              | 2              | 52             | - RIAA: Платиновый - MC: Платиновый       | - США: 136,000   | What Makes You Country       |
| 2018 | «What Makes You Country»                           | 7              | 2                  | 54             | —              | 1              | 80             | - RIAA: Золотой                           | - США: 102,000   | What Makes You Country       |
| 2019 | «Knockin' Boots»                                   | 2              | 1                  | 31             | —              | 2              | 30             | - RIAA: Платиновый - MC: 4x Платиновый    | - США: 243,000   | Born Here Live Here Die Here |
| 2019 | «What She Wants Tonight»                           | 6              | 1                  | 46             | —              | 2              | 91             | - RIAA: Золотой - MC: Золотой             | - США: 51,000    | Born Here Live Here Die Here |

### 2020-е
| Год  | Сингл           | Высшая позиция | Высшая позиция     | Высшая позиция | Высшая позиция | Высшая позиция | Продажи                          | Альбом                       |
| Год  | Сингл           | US Hot Country | US Country Airplay | US             | CAN Country    | CAN            | Продажи                          | Альбом                       |
| ---- | --------------- | -------------- | ------------------ | -------------- | -------------- | -------------- | -------------------------------- | ---------------------------- |
| 2020 | «One Margarita» | 2              | 1                  | 19             | 1              | 29             | - RIAA: Золотой - MC: Платиновый | Born Here Live Here Die Here |
| 2020 | «Down to One»   | 5              | 1                  | 36             | 1              | 34             |                                  | Born Here Live Here Die Here |
| 2021 | «Waves»         | 36             | 27                 | —              | —              | —              |                                  | Born Here Live Here Die Here |

## Другие синглы

### Гостевые синглы
| Год                   | Сингл                 | Музыкант                                              | Высшая позиция | Высшая позиция     | Высшая позиция | Высшая позиция | Высшая позиция | Высшая позиция | Высшая позиция | Сертификация                     | Альбом                                        |
| Год                   | Сингл                 | Музыкант                                              | US Hot Country | US Country Airplay | US             | CAN Country    | CAN            | AUS            | SCO            | Сертификация                     | Альбом                                        |
| --------------------- | --------------------- | ----------------------------------------------------- | -------------- | ------------------ | -------------- | -------------- | -------------- | -------------- | -------------- | -------------------------------- | --------------------------------------------- |
| 2012                  | «The Only Way I Know» | Джейсон Алдин (с Eric Church)                         | 5              | 1                  | 40             | 2              | 53             | —              | —              | - RIAA: Платиновый - MC: Золотой | Night Train                                   |
| 2014                  | «This Is How We Roll» | Florida Georgia Line                                  | 1              | 2                  | 16             | 2              | 20             | —              | —              | - RIAA: 3× Платиновый            | Here’s to the Good Times… This Is How We Roll |
| 2016                  | «Forever Country»     | Artists of Then, Now & Forever                        | 1              | 32                 | 21             | 39             | 25             | 26             | 29             | - RIAA: Золотой                  | н/д                                           |
| 2018                  | «Straight to Hell»    | Дариус Ракер (вместе с Jason Aldean и Charles Kelley) | —              | 40                 | —              | —              | —              | —              | —              |                                  | When Was the Last Time                        |
| «—» неучастие в чарте |                       |                                                       |                |                    |                |                |                |                |                |                                  |                                               |

### Комментарии
1. ↑  «Knockin' Boots» не попал в хит-парад ARIA Singles Chart, но достиг 30-го места в чарте ARIA Digital Track Chart[88]
2. ↑  «What She Wants Tonight» не попал в хит-парад ARIA Singles Chart, но достиг 30-го места в чарте ARIA Digital Track Chart[92]
3. ↑  «Waves» не попал в основной хит-парад Billboard Hot 100, но достиг 9-го места в чарте Bubbling Under Hot 100[100]